# Deutsche Sprintmeisterschaften 2005
Die 9. Deutschen Sprintmeisterschaften im Rudern wurden am 8. und 9. Oktober 2005 auf dem Allersee in Wolfsburg ausgetragen.
Insgesamt wurden in diesem Jahr in zehn Bootsklassen Medaillen vergeben, davon sechs bei den Männern und drei bei den Frauen sowie eine in der Mixed-Klasse. Nachdem sie in den letzten Jahren ausfielen, wurden der Zweier ohne Steuerfrau und der Vierer ohne Steuerfrau endgültig aus dem Programm genommen. Die Rennen wurden über eine Distanz von 400 Metern ausgetragen.

## Medaillengewinner

### Männer
| Bootsklasse            | Gold | Silber | Bronze |
| ---------------------- | --- | --- | --- |
| Einer                  | Michael Plotkowiak (RG Angaria Hannover) | Fokke Beckmann (RG Hansa Hamburg) | Dennis Klinker (Cochemer RG 1905) |
| Doppelzweier           | RG Hansa Hamburg Wilm Steingröver Ingo Tribian | Gießener RC Hassia Andreas Trzenschiok Jürgen Hüttenberger | Wilhelmshavener RC von 1909 Darg Ingber Florian Maaß |
| Zweier ohne Steuermann | Hannoverscher RC von 1880 Jan Westphalen Tobias Kühne | Der Hamburger und Germania RC Andreas Clausen Richard Nagel | Mainzer RV von 1878 Marc Rippel Manuel Nollen |
| Doppelvierer           | RG Speyer 1883 Ralf Burkhardt Frank Becker Peter Faber Lars Seibert                                                                                        | Heidelberger RK 1872 Roger Palumbo Christopher Scholze Benedikt Jammers Steven Punt                                                                                     | RV Rauxel 1922 Kai Sporea Alexander Lücke Sebastian Polus Yorck Polus                                                                                                   |
| Vierer mit Steuermann  | Münsteraner Regattaverein Jens Klingenstein Max Böntgen Anders Sass Christian Püschel Ulrich Dreyer (Stm.)                                                 | RG Wiking Berlin Stefan Massanz Volker Utesch Carsten Borchardt Martin Hasse Daniel Buj (Stm.)                                                                          | Der Hamburger und Germania RC Michael König David Kowalski Markus Buhné Fabian Feldhaus Lars Bliesener (Stm.)                                                           |
| Achter                 | Frankfurter RG Germania Simon Eckhardt Lars Henning Wolfgang Walter Dirk Marterer Thorsten Hütz Slobodan Mögle Hans Winter Johannes Hermes Udo Kühn (Stm.) | Hannoverscher RC von 1880 Kai Seitz Christian Bollwein Michael Bohnsack Christian Lisdat Jan Westphalen Tobias Kühne Carsten Lehr Stephan Falke Sabrina Niemeyer (Stf.) | Münsteraner Regattaverein Marc Rossmeier Max Böntgen Niclas Crone Alexander Kortmann Anders Sass Martin Asholt Jens Klingenstein Christoph Püschel Ulrich Dreyer (Stm.) |

### Frauen
| Bootsklasse  | Gold                                                                                      | Silber                                                                        | Bronze                                                              |
| ------------ | ----------------------------------------------------------------------------------------- | ----------------------------------------------------------------------------- | ------------------------------------------------------------------- |
| Einer        | Maren Derlien (RG Hansa Hamburg)                                                          | Melanie Hansen (Domschul-RC Schleswig)                                        | Sybille Exner (RC Ernestinum-Hölty Celle)                           |
| Doppelzweier | Bremer RV von 1882 Lisa Baues Melanie Baues                                               | RV Kurhessen-Cassel Jana Krämer Manuela Zander                                | Hallescher RC Yvonne Schiek Agnes Zimmer                            |
| Doppelvierer | Hanauer RC Hassia Iris Garbade Linda Schnitzler Martina Schulze-Biermann Stephanie Wagner | RC Westfalen Herdecke Nadine Schmutzler Kristina Köhler Maren Ruße Ines Jäger | Hallescher RC Agnes Zimmer Yvonne Schiek Ria Uhlemann Magdalena Abb |

### Mixed
| Bootsklasse  | Gold                                                                             | Silber                                                                            | Bronze                                                                  |
| ------------ | -------------------------------------------------------------------------------- | --------------------------------------------------------------------------------- | ----------------------------------------------------------------------- |
| Doppelvierer | RC Westfalen Herdecke Maren Ruße Thorben Kriener Marco Kranich Nadine Schmutzler | RC Wiking Lüneburg Torben Bindernagel Elke Michael Jan Schumacher Kathrin Michael | Wolfsburger RC Martin Thiede Sven Baganz Christine Baganz Dagmar Thiede |